# Kobudo
Kobudo este o artă marțială tradițională japoneză. În kobudo se folosește un număr mare de arme, începând de la un mic bețisor de lungimea unui creion până la bastonul lung, naginata, tonfa, sabie etc.
Stilul  KOBUDO a fost dezvoltat pe insula Okinawa unde imparatul Japoniei a  interzis utilizarea armelor pe insula in urma unui razboi cu aceasta.  Insa Okinawa urma sa fie din nou atacata de japonezi, dar,  nu se puteau  opune doar cu mainile.  Din aceasta cauza, ei au dezvoltat diferite  arme din simple unelte agricole cum ar fi:
- nunchaku (folosit  la plesnirea spicelor de grau pt a cadea bobitele)
- secera    (folosita in secerarea plantelor agricole)
- tonfa    (folosita pt  invartirea pietrelor de moara)
- eku      (in traducere libera, vasla,  folosita in mod obisnuit)  etc.

Razboinicii din Okinawa au invatat sa  foloseasca aceste unelte agricole in apararea fata de atacatori. Dar  razboinicii din Okinawa au dezvoltat si un stil de lupta bazat pe  lovituri de maini si picioare. In acest fel s-a nascut un nou  stil de karate numit KOBUDO, unde KO inseamna vechi sau traditional, iar  BUDO, inseamna stil de arte martiale, deci KOBUDO nu este doar un  simplu nume, dar are si o semnificatie: STILUL DE ARTE MARTIALE  VECHI/TRADITIONAL.